# Sarah McLachlan
Sarah McLachlan (n. 28 ianuarie 1968, Halifax Regional Municipality, Nova Scotia, Canada) este o cântăreață și textieră canadiană.

## Discografie
- 1988 - Touch
- 1991 - Solace
- 1993 - Fumbling Towards Ecstasy
- 1997 - Surfacing
- 2003 - Afterglow
- 2006 - Wintersong
- 2010 - Laws of Illusion
- 2014 - Shine On (2014)